# Guo Jinlong

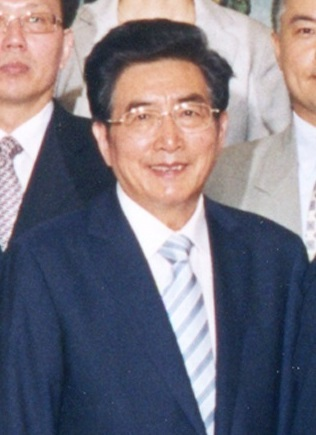
Guo Jinlong (2012)

Guo Jinlong (chinesisch 郭金龙; * Juli 1947 in Nanjing, Jiangsu) ist ein chinesischer Politiker der Kommunistischen Partei Chinas (KPCh), der unter anderem zwischen 2007 und 2012 Bürgermeister der Stadt Peking und ferner von 2012 bis 2017 Sekretär des Parteikomitees von Peking sowie Mitglied des Politbüros der Kommunistischen Partei Chinas war.

## Leben

### Studium und Beginn der Funktionärslaufbahn
Guo Jinlong, der zur Volksgruppe der Han gehört, begann nach dem Schulbesuch ein Physikstudium an der Fakultät für Physik der Universität Nanjing und schloss dieses 1969 ab. Im Anschluss begann er seine berufliche Laufbahn als Mitarbeiter der Sektion Wasserkraft der Abteilung Elektrische Energie des Kreises Zhong und war zwischen 1970 und 1973 dort als Techniker beschäftigt. Im Anschluss arbeitete er zwischen 1973 und 1979 als Trainer beim Komitee für Körperkultur und Sport des Kreises Zhong und wurde 1979 Mitglied der Kommunistischen Partei Chinas (KPCh). Er war zwischen 1979 und 1980 als Lehrer in der Abteilung Öffentlichkeitsarbeit des Parteikomitees des Kreises Zhong tätig und fungierte im Anschluss von 1980 bis 1981 als stellvertretender Sekretär der Abteilung Kultur und Bildung des Parteikomitees des Kreises Zhong, ehe er zwischen 1981 und 1983 Sekretär der Abteilung Kultur und Bildung des Parteikomitees des Kreises Zhong war. Danach war er von 1983 bis 1985 in Personalunion stellvertretender Sekretär des Parteikomitees des Kreises Zhong sowie zugleich Richter am Volksgericht des Kreises Zhong. Im Anschluss übernahm er zwischen 1985 und 1987 die Posten als stellvertretender Direktor des Landwirtschaftsausschusses der Provinz Sichuan sowie als stellvertretender Direktor des Forschungsbüros für die Politik des ländlichen Raums.
Danach fungierte Guo Jinlong von 1987 bis 1990 zunächst als Stellvertretender Sekretär sowie im Anschluss zwischen 1990 und 1992 als Sekretär des Parteikomitees der bezirksfreien Stadt Leshan. Er war von 1992 bis 1993 Mitglied des Ständigen Ausschusses des Parteikomitees der Provinz Sichuan und daraufhin 1993 kurzzeitig Stellvertretender Sekretär des Parteikomitees der Provinz Sichuan, ehe er zwischen 1993 und 2000 Stellvertretender Sekretär des Parteikomitees des Autonomen Gebietes Tibet. Auf dem XV. Parteitag (12. bis 19. Oktober 1997) wurde er Kandidat des Zentralkomitee der Kommunistischen Partei Chinas (ZK der KPCh) und gehörte diesem Gremium bis zum XVI. Parteitag (8. bis 14. November 2002) an.

### Parteisekretär von Tibet und Anhui
Guo Jinlong löste im Oktober 2000 Chen Kuiyuan als Sekretär des Parteikomitees des Autonomen Gebietes Tibet ab und verblieb auf diesem Posten bis zu seiner Ablösung durch Yang Chuantang am 16. Dezember 2004. In dieser Funktion war er zwischen 2000 und 2004 kraft Amtes auch Mitglied des Parteikomitees sowie des Ständigen Ausschusses des Parteikomitees des Autonomen Gebietes Tibet. Auf dem XVI. Parteitag (8. bis 14. November 2002) wurde er erstmals Mitglied des ZK der KPCh und gehörte diesem Gremium nach seinen Wiederwahlen auf dem XVII. Parteitag (15. bis 21. Oktober 2007) sowie XVIII. Parteitag (8. bis 14. November 2012) bis zum XIX. Parteitag (18. bis 25. Oktober 2017) an.
Als Nachfolger von Wang Taihua wurde Guo am 16. Dezember 2004 Sekretär des Parteikomitees der Provinz Anhui und bekleidete diese Funktion bis zum 1. Dezember 2007, woraufhin Wang Jinshan seine dortige Nachfolge antrat. Zugleich war er kraft Mitglied des Parteikomitees sowie des Ständigen Ausschusses des Parteikomitees der Provinz Anhui. Des Weiteren fungierte er zwischen 2005 und 2007 auch als Vorsitzender des Ständigen Ausschusses des Volkskongresses der Provinz Anhui. Er fungierte danach zwischen 2007 und 2012 als stellvertretender Sekretär des Parteikomitees von Peking und wurde ferner 2007 Vize-Bürgermeister von Peking.

### Bürgermeister und Parteisekretär von Peking sowie Politbüromitglied
In dieser Funktion wurde Guo Jinlong als Nachfolger von Wang Qishan am 30. November 2007 zuerst kommissarischer Bürgermeister sowie im Anschluss am 26. Januar 2008 Bürgermeister der Stadt Peking. Diese Funktion bekleidete er bis zum 25. Juli 2012 und wurde danach von Wang Anshun abgelöst. Zugleich war er kraft Mitglied des Parteikomitees sowie des Ständigen Ausschusses des Parteikomitees von Peking. Des Weiteren fungierte er 2008 zusätzlich als Exekutivvorsitzender sowie stellvertretender Sekretär des Organisationskomitees des Nationalen Olympischen Komitees (NOK) für die Olympischen Sommerspiele 2008. Auf dem XVIII. Parteitag (8. bis 14. November 2012) wurde er zum Mitglied des Politbüros der Kommunistischen Partei Chinas gewählt, dem er bis zum XIX. Parteitag (18. bis 25. Oktober 2017) angehörte.
Daraufhin wurde Guo am 3. Juli 2012 Nachfolger von Liu Qi als Sekretär des Parteikomitees von Peking und verblieb in dieser Funktion bis zum 27. Mai 2017, woraufhin Cai Qi sein Nachfolger wurde. Daneben übernahm er am 16. Dezember 2015 Präsident des Organisationskomitees für die Olympischen Winterspiele 2022 sowie die Winter-Paralympics 2022 und hatte diese Funktion bis zu seiner Ablösung durch Cai Qi am 9. Juni 2017 inne. Derzeit ist er seit 2017 stellvertretender Direktor der Zentralen Beratungskommission für den Aufbau einer spirituellen Zivilisation des ZK der KPCh, die neben der Führungsgruppe für Propaganda und ideologische Arbeit als eines der wichtigsten ideologischen Lenkungsgremien der KP Chinas und der Volksrepublik China die landesweite Propaganda und ideologische Verbreitung kontrolliert.